# Kunsttijdschrift DADA
Het Kunsttijdschrift DADA is een kunsttijdschrift en jeugdtijdschrift.
Het tijdschrift DADA is een educatieve uitgave die startte in het schooljaar 1994-1995. Het verschijnt vijf maal per jaar en bevat 52 full-colour pagina's. In elk nummer staat een bepaalde kunstenaar of kunststroming centraal. Het kan leraren beeldende vakken (plastische opvoeding) inspireren om lesopzetten in de beeldende vakken uit te denken.
Een aantal nummers gingen over postkunst ofwel mail art, de vogelmens of Icarus, over de kleur blauw, over licht in de kunst, over China, over het jaar 2000 en over "water". Deze thema's verdeelt men verder in deelthema's zoals bijvoorbeeld de postkunst door de eeuwen heen, postkunst vandaag de dag, postkunst gekke ideeën en postkunst spelenderwijs.